# Anolis placidus
Espèce
Anolis placidus est une espèce de sauriens de la famille des Dactyloidae.

## Répartition
Cette espèce est endémique de la Sierra de Neiba en République dominicaine.

## Publication originale
- Hedges & Thomas, 1989 : A new species of Anolis (Sauria: Iguanidae) from the Sierra de Neiba, Hispaniola. Herpetologica, vol. 45, p. 330-336.